# Alberich I. von Utrecht
Alberich I. von Utrecht († 21. August oder 14. November 784) war seit 777/778 Bischof von Utrecht. Er ist ein Heiliger der katholischen Kirche.
Er war ein Urenkel der Äbtissin Adela von Pfalzel. Inwieweit er von dem Geschlecht der Merowinger abstammte oder ob er angelsächsische Vorfahren hatte, ist nicht sicher zu belegen. Möglicherweise gehörte er zu den Hugobertinern.
Alberich war Mönch im Benediktinerkloster St. Martin in Utrecht. Im Jahr 775 reiste er im Auftrag Karls des Großen nach Italien. Kurz nach seiner Rückkehr starb der Abt Gregor von St. Martin, der auch Onkel von Alberich war. Ihm folgte Alberich als Abt nach. Wie sein Onkel war er auch Verweser der friesischen Kirche, deren Bischofssitz vakant war. Im Jahr 777 oder 778 wurde er in Köln zum Bischof von Utrecht geweiht.
In der Folge löste sich die friesische Kirche aus den alten angelsächsischen Bindungen und wurde in das fränkische Kirchensystem überführt. Das Bistum Utrecht wurde vom Erzbistum Köln anerkannt.
Bischof Alberich förderte die Mission unter den Friesen. Er ließ in seinem Einflussbereich systematisch heidnische Kultstätten zerstören. Er entsandte Liudger (später Bischof von Münster) in den Ostergau. Alberich ließ durch ihn die Kirche in Deventer wieder errichten.
Alberich war interessiert an den Wissenschaften. Er war unter anderem mit Alkuin befreundet. In seinem Einflussgebiet reformierte er die Domschule in Utrecht.
In Susteren werden seine sterblichen Überreste als Reliquien verehrt. Seine Festtage sind  der 14. November, 4. März und 21. August.